# قياس حملي

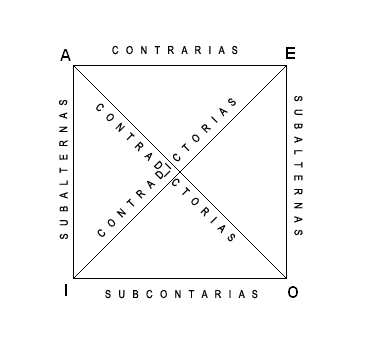

القياس الحملي هو استلزام قضية حملية تسمى النتيجة من قضيتين حمليتين هما المقدمتان، وتشترك كل من المقدمتين بأحد الحدين مع المقدمة الأخرى، وبالحد الآخر مع النتيجة، والحد المشترك بين المقدمتين هو الحد الأوسط، أما الحدان الباقيان فما كان منهما موضوعا للنتيجة سمي الحد الأصغر، وما كان محمولا في النتيجة الحد الأكبر.

## في المنطق
الحملي عند المنطقيين يطلق على قسم من القياس الاقتراني، وعلى قسم من القضية مقابل للشرطية، ولكون الشرطية تنتهي بالتحليل إلى الحمليتين سميت الحملية بسيطة أيضا. وأبسط القضايا الحملية الموجبة. وللقضية الحملية تقسيمات.

### تقسيم

#### الأول
التقسيم الأول باعتبار الطرفين فإن لم يكن حرف السلب جزءا من أحد طرفيها سمّيت محصّلة وإلّا سمّيت معدولة.

#### الثاني
الثاني باعتبار الجهة فإن كانت مشتملة على الجهة تسمّى موجّهة وإلّا تسمّى مطلقة.

#### الثالث
الثالث باعتبار الرابطة فإن ذكرت الرابطة تسمّى ثلاثية كقولنا زيد هو قائم، وإن لم تذكر سمّيت ثنائية كقولنا زيد قائم. وليست حاجة محمول هو كلمة أو اسم مشتق إلى الرابط حاجة الاسم الجامد لما فيهما من الدلالة على النسبة إلى موضوع ما، مع أنّ الحاجة إلى الرابط للدلالة على النسبة إلى موضوع معين.
فإذن مراتب القضايا ثلاث: ثنائية لم يدل فيها على نسبة أصلا وثلاثية تامّة دلّ فيها على النسبة إلى موضوع معيّن كالمذكور فيها رابطة غير زمانية، وثلاثية ناقصة دلّ فيها على النسبة إلى موضوع غير معيّن كالمذكور فيها رابطة زمانية أو التي محمولها كلمة أو اسم مشتق.
وهاهنا أبحاث. منها أنّ القضية التي محمولها كلمة أو اسم مشتق إن كانت ثلاثية لم يستقم عدّها في الثنائية وإن كانت ثنائية لم تنحصر المراتب في الثلاث، بل يكون هناك ثنائية دلّ فيها على النسبة. فالصواب تثليث المراتب بالثلاثية التي ذكرت فيها الرابطة.
والثنائية التّامّة التي لم تذكر فيها ولم تدل فيها على النسبة، والثنائية الزائدة التي دلّت فيها على النسبة وذلك لأنّه لا يمكن الدلالة على الحكم بدون الدلالة على النسبة، بخلاف العكس. فإذا دلّ على الحكم فقد دلّ على النسبة. فالقضية ثلاثية حينئذ أمّا إذا لم تدل على الحكم فربما لم تدل على النسبة أيضا فتكون ثنائية تامّة.
وربما تدلّ على النسبة فزيدت القضية دلالة على الثنائية لكنها تأخّرت عن مرتبتها إذ لم تتناول إلّا أحد جزئي مفهوم الرابط، وهو النسبة لا الحكم فهي ثنائية زائدة. وقال الإمام القضية التي محمولها كلمة أو اسم مشتقّ ثنائية في اللفظ ثلاثية بالطبع، لأنّ النسبة مدلول عليها تضمنا، فذكرها يوجب التكرار، وقد سبقت الإشارة إلى دفعه.
ومن جعل روابط العربية الحركات الإعرابية وما يجري مجراها يقول إن كان التركيب العربي من المعربات وما يجري مجراها فالقضية ثلاثية كزيد قائم، وإن كان من المبنيات فهي ثنائية كقولنا هذا سيبويه.

#### الرابع
الرابع باعتبار الموضوع فموضوع الحملية إن كان جزئيا حقيقيا سمّيت مخصوصة وشخصية لخصوص موضوعها وتشخّصه، موجبة كانت كقولنا زيد كاتب، أو سالبة كقولنا زيد ليس بكاتب. وإن كان كليّا فإن لم يذكر فيها السور بل أهمل بيان كمية الأفراد سمّيت مهملة موجبة نحو الإنسان حيوان أو سالبة نحو الإنسان ليس بحجر وأن ذكر فيها السور سمّيت محصورة ومسوّرة موجبة نحو كل إنسان حيوان أو سالبة نحو ليس كلّ حيوان إنسانا. وأورد على الحصر أنّه لا يشتمل نحو الإنسان نوع. وأجيب بأنّها مندرجة تحت المخصوصة لأنّ كلية الموضوع إنّما يتصوّر لو حكم عليه باعتبار ما صدق عليه.
فالمراد أنّ الموضوع إمّا أن يحكم عليه باعتبار كليته أي صدقه على كثيرين أو لا. الثاني المخصوصة والأوّل المحصورة أو المهملة. وفيه أنّ القول بالاندراج يبطل تنزيلهم المخصوصات بمنزلة الكليات حتى يوردوها في كبرى الشكل الأول نحو: هذا زيد وزيد إنسان فهذا إنسان، وذلك لأنّه يصدق زيد إنسان والإنسان نوع مع كذب النتيجة وهي زيد نوع. وزاد البعض ترديد أو قال إن لم يبيّن كمية الأفراد أي كليتها وجزئيتها، فإن كان الحكم على ما صدق عليه الكلّي فهي المهملة، وإن كان الحكم على نفس الكلّي من حيث هو عام نحو الإنسان نوع فهي الطبيعية. ويقرب منه ما قيل إنّ الحكم على المفهوم الكلّي إمّا أن يكون حكما عليه من حيث يصدق على الجزئيات وهي الطبيعية، أو حكما على الجزئيات من حيث يصدق عليها الكلّي وهي المحصورة أو المهملة. ويرد عليه أنّه بقي قسم آخر وهو أن يكون الحكم على الكلّي من حيث هو، وأيضا تسمية تلك القضية طبيعية غير مناسبة لأنّ الحكم ليس فيها على الطبيعة من حيث هي هي، بل على المقيّدة بقيد العموم. ومنهم من قال إنّ موضوع القضية إن لم يصلح، لأن يقال على كثيرين فهي المخصوصة، سواء كان شخصا أو مقيدا بالعموم كقولنا الإنسان نوع. وإن صلح لأن يقال على كثيرين فمتعلّق الحكم إمّا الأفراد فهي إمّا محصورة أو مهملة أو نفس الكلّي وهي الطبيعية، فعاد البحث السابق من جعل العام مخصوصة. وقيل الموضوع إمّا ما صدق عليه الطبيعة وهي المحصورة أو المهملة، وإمّا نفس الطبيعة، فلا يخلو إمّا مع قيد التشخّص وهي المخصوصة أو مع قيد العموم وهي القضية العامة، أو من حيث هي هي، وهي الطبيعية.
والحق أنّ القيد لا يعتبر مع الموضوع ما لم يؤخذ الموضوع معه، فإذا حكم على الإنسان بحكم لا يكون ذلك الحكم من حيث إنّه عام أو خاص أو غير ذلك، فإنّه لو اعتبر القيود التي يصلح أخذها مع قيود الموضوع لم تنحصر القضية في الأربعة والخمسة. نعم إذا قيّد الموضوع بقيد فذلك الموضوع المقيّد إن كان جزئيا يكون القضية مخصوصة، وإن كان كليّا تجري أقسامه فيه فالأولى أن تربّع القسمة.
ويقال موضوع القضية إن كان جزئيا حقيقيا فهي المخصوصة، وإن كان كليا فالحكم إن كان على ما صدق عليه فهي المحصورة أو المهملة، وإلّا يكون الحكم على نفس الطبيعة الكلية، سواء قيّد بقيد كقولنا الإنسان من حيث إنه عام نوع، أو لم يقيّد كقولنا الإنسان نوع، إلّا أنّ الواجب أن لا يعتبر القيد ما لم يقيّد الموضوع به، فالموضوع في هذا المثال ليس إلّا الإنسان، اللهم إلّا أن يصرّح بالقيد، وكيف كان فالقضية طبيعية، فإنّ الحكم في أحد القسمين على طبيعة الكلّي المقيّد وفي الآخر على طبعية الكلّي المطلق.
وفي السلّم الموضوع إن كان جزئيا فالقضية شخصية ومخصوصة، وإن كان كليا فإن حكم عليه بلا زيادة شرط فمهملة عند المتقدّمين، وإن حكم عليه بشرط الوحدة الذهنية فطبيعية، وإن حكم على أفراده فإن بيّن كمية الأفراد فمحصورة، وإن لم يبيّن. فمهملة عند المتأخرين.